# Granatjuveltrast
Granatjuveltrast (Erythropitta granatina) är en fågel i familjen juveltrastar inom ordningen tättingar.

## Utseende och läte
Granatjuveltrasten är en liten (15–16 cm) juveltrast i svart, rött och blått. Huvudet är mestadels svart, med mörkrött på bakre delen av hjässan och nacken. Bakom ögat syns ett himmelsblått streck. Ovansidan är glänsande svart med purpurfärgad anstrykning. Övergumpen är blåare, stjärten mörkblå och övre vingtäckarna glänsande blp. Undertill syns lilasvart på strupe och bröst medan resten av undersidan är röd. Ögat är mörkbrunt till blått, näbben svart och benen blyblå till skärgrå.

## Utbredning och systematik
Granatjuveltrast delas in i två underarter med följande utbredning:
- Pitta granatina granatina – förekommer på Borneo, förutom i den norra delen.
- Pitta granatina coccinea – förekommer på Malackahalvön, södra Thailand, södra Myanmar och Sumatra

Vissa inkluderar sabahjuveltrast som underart.

## Levnadssätt
Granatjuveltrasten förekommer i täta städsegröna skogar upp till 600 meters höjd. Den har även påträffats i ung och kraftigt avverkad skog, framför allt i sumpiga områden, så länge tät undervegetation och visst trädtak återstår. Födan består av insekter, men även små snäckor och frön från frukter. Arten häckar mellan mars och augusti och lägger två ägg.

## Status
Granatjuveltrasten tros påverkas negativt av skogsavverkningar, så pass att internationella naturvårdsunionen IUCN listar den som nära hotad.